# Nils Ekman (militär)
Nils Fredrik Wilhelm Ekman, född den 20 maj 1897 i Ny församling, Värmlands län, död den 21 april 1947 i Eksjö, Jönköpings län, var en svensk militär.
Ekman blev fänrik vid fortifikationen 1918, underlöjtnant där 1921, löjtnant samma år och kapten 1933. Han blev kapten vid ingenjörtrupperna och chef för utbildningsavdelningen vid ingenjörinspektionen 1937, samtidigt som han var lärare vid Krigsskolan. Ekman blev major och stabschef vid
ingenjörinspektionen 1940. Han befordrades till överstelöjtnant 1942 och blev chef för Ingenjörtruppskolan 1943. Ekman blev överste och chef för Göta ingenjörkår 1946. Han blev riddare av Svärdsorden 1939 och av Vasaorden 1945.